# Grammelot
Grammelot sau gromalot (franceză: grommelot, germană: grummelot) este un stil de limbaj folosit în teatrul satiric, o păsărească cu indlish și elemente onomatopeice, utilizate în asociere cu mime și mimetism. Utilizarea satirică a unui asemenea format datează, probabil, din secolul 16, din vremea Commediei dell ' arte; grupul de termeni înrudiți pare să aparțină secolului 20.

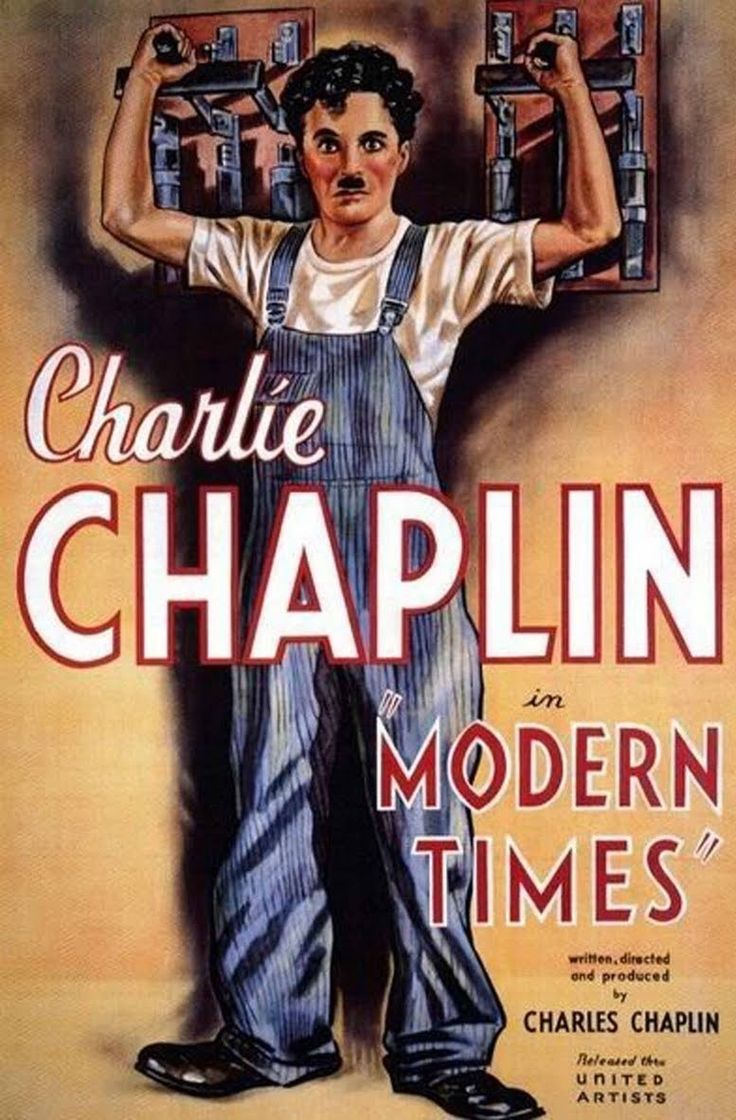
Afiș pentru filmul Timpuri moderne, în care Charlot folosește la un moment dat grammelot în faimosul cântec Titine

## Istorie

### Origine
Într-un eseu intitulat "L'art du grommelot" (Le Figaro, aprilie 20, 2006), savantul francez Claude Duneton sugerează că termenul (nu tehnica) – în forma franceză, grommelot – își are originile în varianta franceză a commediei dell'arte, la începutul secolului 20. Duneton a studiat pentru scurt timp cu Léon Chancerel (1886-1965), care a fost o figură majoră în această ramură a teatrului. Chancerel, întradevăr, folosește cuvântul în cartea sa, Le théâtre et la jeunesse (Paris: Bourrellier 1946:47). Alții, cum ar fi savantul John Rudlin în Commedia dell'arte: Actor's Handbook (Londra: Routledge 1994:60), sugerează și ei această origine.

### Popularizare
În timp ce originea istorică a termenului este neclară, acesta a fost popularizat în special de către premiatul Nobel italian, dramaturgul Dario Fo. Showul său din 1969, Mistero Buffo ("Misterul buf") a fost un serial cu sketch-uri bazate pe surse medievale, vorbite în propriile grammelot-uri ale lui Fo, construite din arhaicul dialect din  Câmpia Padului și foneme din limbi moderne (el a inventat, separat, grammelot-uri în italiană, franceză și engleza americană ). În prelegerea de la decernarea premiului Nobel, Fo l-a menționat pe dramaturgul din secolul 16, Ruzzante, care a inventat un limbaj similar bazat pe dialectele italiene, pe latină, pe spaniolă, pe germană și pe sunete onomatopeice.

### Cirque du Soleil
Un alt exponent italian modern este actorul și scenaristul din Milano, Gianni Ferrario. Tot din Milano, actorul de voce Carlo Bonomi a folosit grammelot ca vocea în desenul animat al lui Osvaldo Cavandoli, La Linea și mulți ani mai târziu, în afara Italiei,  Pingu lui Otmar Gutmann. Benzi desenate faimoase, de asemenea, au folosit un fel de grammelot ca limbă: de exemplu, Stanley Unwin. Circul canadian și trupa de divertisment Cirque du Soleil folosește forme similare de limbă; jurnaliștii de multe folosesc termenul  "Cirquish", dar stafful de la Cirque du Soleil folosește cuvântul "grommelot".